# Stige Kirke
Stige Kirke er en dansk kirke, der ligger i Stige, en nordlig bydel til Odense. Den blev opført 1886 efter tegning af arkitekt H. A. W. Haugsted (1932-1912) og tjente først som filialkirke til Lumby Kirke. Stige Kirkedistrikt blev 2010 selvstændigt under navnet Stige Sogn.  
1882 begyndte sognepræst C. Hald at afholde månedlige gudstjenester på Stige Skole, til dels for at modvirke indflydelsen fra vækkelsesbevægelserne, herunder baptisme, metodisme og mormonerne .  Grundet skolens beskedne størrelse ansøgte beboerne om at få opført en filialkirke i Stige, som kommende sognepræster i Lumby Sogn skulle være forpligtet til at betjene. Stige havde på dette tidspunkt 800 indbyggere; flere end mange mindre købstæder.
Grundstenen til kirken blev lagt 5. april 1886, og kirken kunne indvies 28. november 1886. Den overgik følgende nytårsdag fra byggekomitéen til en kirkebestyrelse og fik status af selvejende.

## Bygning
Kirken er opført som en korskirke i nyromansk stil og er bygget af røde, maskinstrøgne teglsten. Den består af et kor med apside, et skib med små sidearme og et spinkelt, kvadratisk tårn, der er inkorporeret i vestgavlen og kun springer lidt frem i murværket.   Kirken står med fladt træloft.

## Inventar
Størstedelen af inventaret er fra opførelsestidspunktet og tegnet af kirkens arkitekt. Døbefonten er et alabastarbejde fra o. 1850, som blev skænket til kirken ved dens indvielse. Et lille krucifiks fra 1759 er formentlig kommet til kirken på samme tidspunkt. Altersølvet blev leveret af Rasmus Christophersen, Odense, og altermaleriet er malet 1887 af Anton Dorph og forestiller Vandringen på Søen. Dette motiv malede Dorph til otte kirker; det første til Øster Skerninge Kirke 1869. Af nyere inventar er orglet bygget af Marcussen & Søn 1947, alterbordet er fornyet 1977 og  to klokker er anskaffet 1986 fra Petit & Fritsen, Aarle-Rixtel, Nederlandene.